# Hôtel Bouhier de Lantenay
L'hôtel Bouhier de Lantenay est un hôtel particulier situé à Dijon, en France. Il sert de préfecture au département de la Côte-d'Or et à la région Bourgogne-Franche-Comté.

## Localisation
L'hôtel est situé dans le département français de la Côte-d'Or, sur la commune de Dijon.
L'hôtel est inscrit au titre des monuments historiques le 21 novembre 1925. Les façades et toitures sont classées le 24 avril 1937.

## Historique

### Le lieu
À cet emplacement s'élevait depuis le début du XVIIe siècle une vaste demeure, l'hôtel de Brion. C'était une des plus grandes propriétés non religieuses de la ville. C'est dans ces lieux, le 6 septembre 1638, que le président Philippe Giroux assassine son rival, le président au parlement Pierre Baillet.
L'hôtel est loué ensuite, au moins en partie, aux élus du clergé et de la noblesse.

### La période de construction
Bénigne Bouhier, seigneur de Fontaine-lès-Dijon et Pouilly, brigadier des armées du Roi, hérite en 1756 de Jean de Berbisey, son cousin. Il utilise ce confortable legs pour l'achat de cet hôtel, dans le but d'y construire une nouvelle demeure. Il commence par raser les anciennes constructions, et fait appel à un jeune architecte parisien, élève de Blondel, Nicolas Lenoir. À Dijon, celui-ci se fait appeler Lenoir le Romain, ce qui lui permet d'éviter des problèmes d'homonymie et de rappeler qu'il vient de séjourner à Rome en tant qu'élève de l'académie. C'est sa première commande dans la capitale bourguignonne, et les premières ébauches arrivent probablement dès 1756. Cette commande est suivie de peu par la rénovation du château de Longecourt-en-Plaine. Les deux projets seront menés conjointement.
D'après des indications tirées de différents documents, on peut suivre l'évolution des travaux : de 1757 à 1759, les travaux avancent rapidement, et le 5 juin 1760, le Saint-Sacrement est installé dans son reposoir. Mais le 10 juin 1760, Bénigne Bouhier meurt, après avoir habité cinq semaines seulement dans son nouvel hôtel.
Son fils Bénigne en hérite, et n'a plus qu'à faire édifier le portail, le marché de construction est passé le 3 juillet 1760, avec les sieurs Perrot, entrepreneur, et Barolet, sculpteur. Ce fils, né en 1723, président au parlement, avait reçu de son cousin Antoine-Bernard Bouhier, le marquisat de Lantenay, ce qui explique le nom donné à l'hôtel. Mais il n'y habite pas, seule sa mère, Anne-Augustine Espiard y réside jusqu'à sa mort en février 1770. La demeure est alors divisée et louée en quatre appartements.

### L'intendance

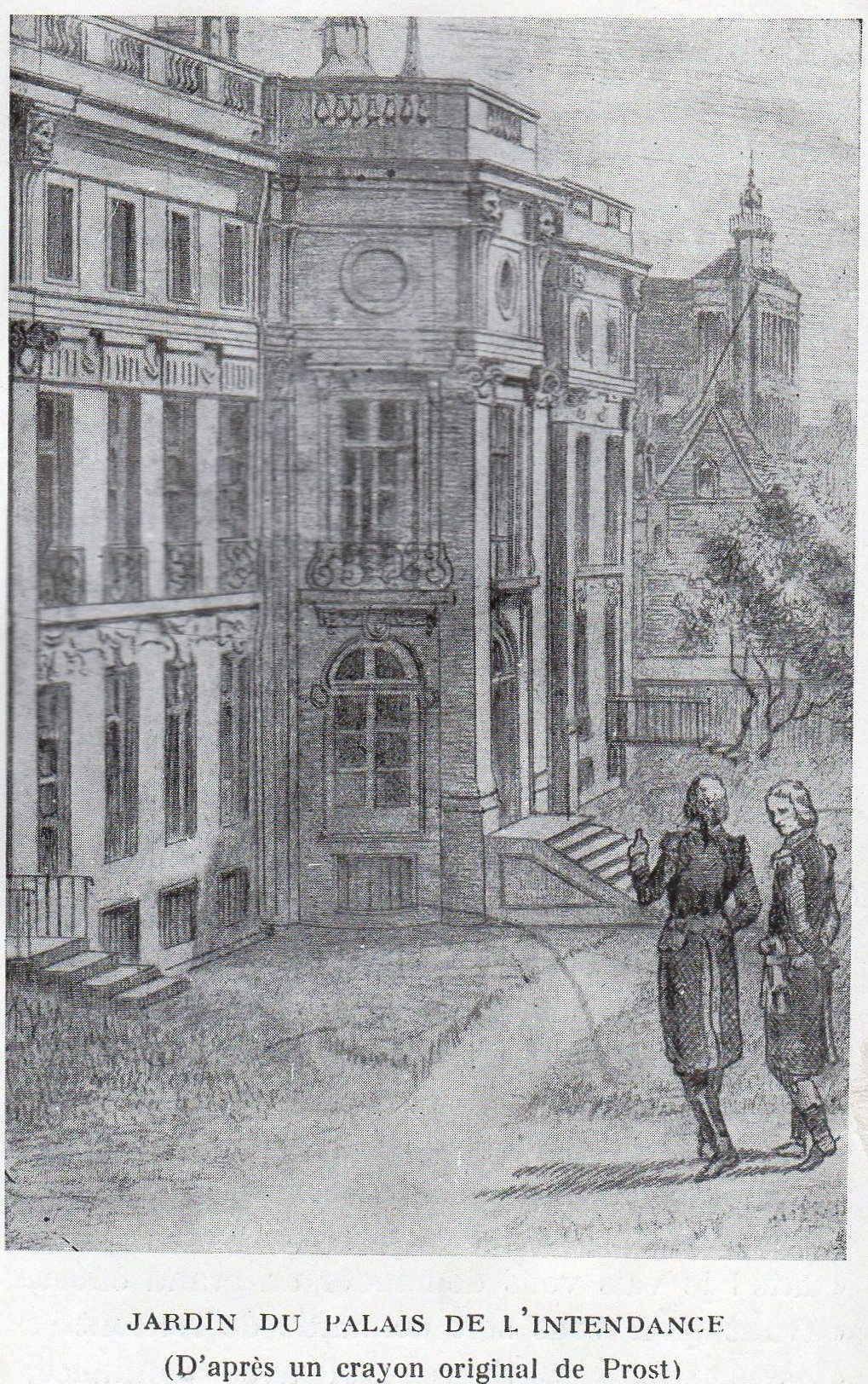
L'Intendance depuis les jardins

La Bourgogne était un pays d'« État », elle s'administrait en partie elle-même. Les États de Bourgogne se réunissaient tous les trois ans. Entre les sessions, les Élus généraux gérait la Province, sous l'œil de L'Intendant, représentant le pouvoir du Roi.
L'intendance de Bourgogne était située depuis 1704 au logis abbatial de l'abbé de saint-Bénigne, mais, en 1780, l'évêque de Dijon souhaite le reprendre. Bénigne Bouhier profite de l'occasion pour proposer son hôtel. D'abord partisan de cette acquisition, Charles-Henri de Feydeau (1754-1802), marquis de Brou, intendant de Bourgogne, a très vite d'autres projets, et en devient le principal opposant. On assiste alors à une lutte d'influence entre l'Intendant et le président Bouhier, qui espère réaliser une vente avantageuse. Et finalement, après avoir étudié diverses autres possibilités, les Élus de Bourgogne, qui ont accepté de prendre en charge l'achat d'une habitation pour l'Intendant, concluent l'achat de l'hôtel le 2 juillet 1781, pour 150 000 livres payables en rente perpétuelle ,. Dès le 19 juin 1781, les élus chargent Charles-Joseph Le Jolivet, ancien architecte des Bâtiments des États, sous-ingénieur de la Province, de faire à la fois un état des lieux et un devis des travaux d'aménagement.
Le Jolivet ne commence sa mission que le 8 février 1782 par une visite complète de l'ensemble, en compagnie de Bernard de Chanteau, Secrétaire en chef des États. Ce retard est dû aux difficultés liées à l'Intendant Feydeau de Brou qui voulait imposer son choix pour l'architecte en la personne de Pierre-Adrien Pâris. Il occasionnera de nombreux tracas durant tout le temps des travaux dont le but est d'aménager un logement pour l'Intendant, des salles permettant des réceptions de 60 couverts, des bureaux, des remise, etc. le tout est terminé en avril 1785 pour la somme de 24 000 livres. En 1788, les armoiries du portail, toujours aux armes de la famille Bouhey, sont brisées et remplacées par celle de Bourgogne, réalisées par Jérôme Marlet,.

### La période révolutionnaire et le Consulat
À la Révolution, l'Intendance est supprimée, et, dès juillet 1790, le lieu est inoccupé. Pendant quelques années, une multitude d'affectations lui sont trouvées, dont le seul point commun est la brièveté : On projette d'abord de louer cet hôtel à une anglaise, miss Hardey, mais elle ne donne pas suite. Le Jolivet prévoit des travaux de toitures et de fenêtres qui sont réalisés par l'administration départementale en 1792, dans le but de vendre l'ensemble, désormais vide de contenu. Sans acquéreurs, les bâtiments sont loués à M.. Lavirotte, qui sous-loue à un préposé aux subsistances militaires dans le but d'y stocker du grain. Puis, en janvier 1795, la Commission temporaire des arts et des Sciences doit y installer ses collections. Mais l'École Centrale prétend elle aussi à la place. Toujours en 1795, c'est l'armée qui parait prendre l'avantage. Un général et son état-major, suivi du général de division commandant la 18e région militaire, sans oublier le quartier général de l'armée de réserve basée autour de Dijon, que Bonaparte passera en revue le 11 messidor, an VIII, occupent successivement la place, lorsqu'en 1800, le premier consul prévient de sa décision d'y coucher, à son arrivée à Dijon.

Il faut alors remeubler, car les locaux sont vides. Les meubles, batterie de cuisine, et tout l'équipement, sont loués ou achetés aux commerçants dijonnais qui avaient alors en leurs possessions de nombreux biens provenant des émigrés. Bonaparte y passe la nuit du 17 floréal (7 mai 1800), et dix jours plus tard, prend un arrêté consulaire qui octroie l'hôtel au préfet. C'est en 1811 que l'acte de cession au département est signé.

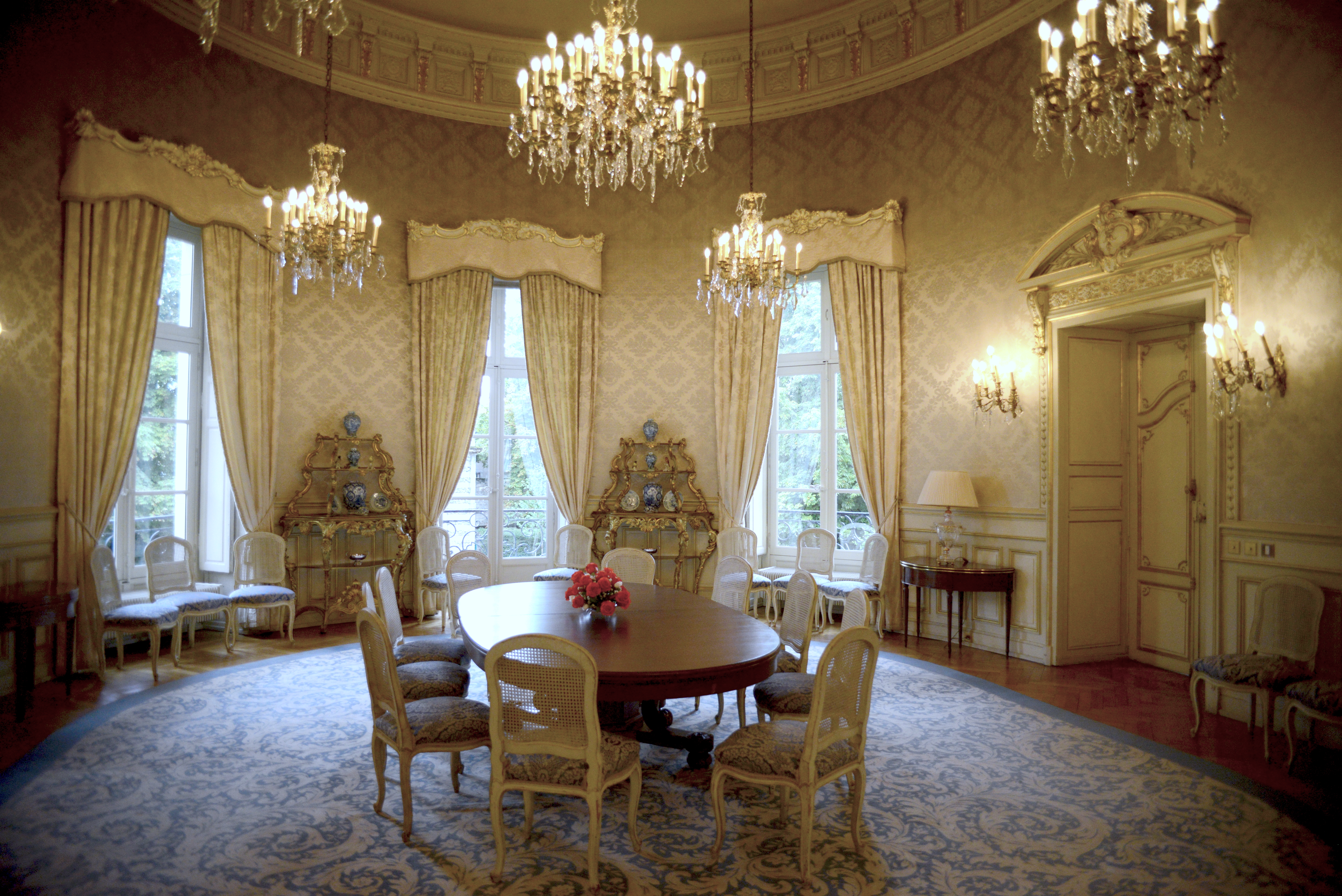
Un salon de l'Hôtel Bouhier de Lantenay, Préfecture de la Côte-d'Or à Dijon, le 18 septembre 2016.
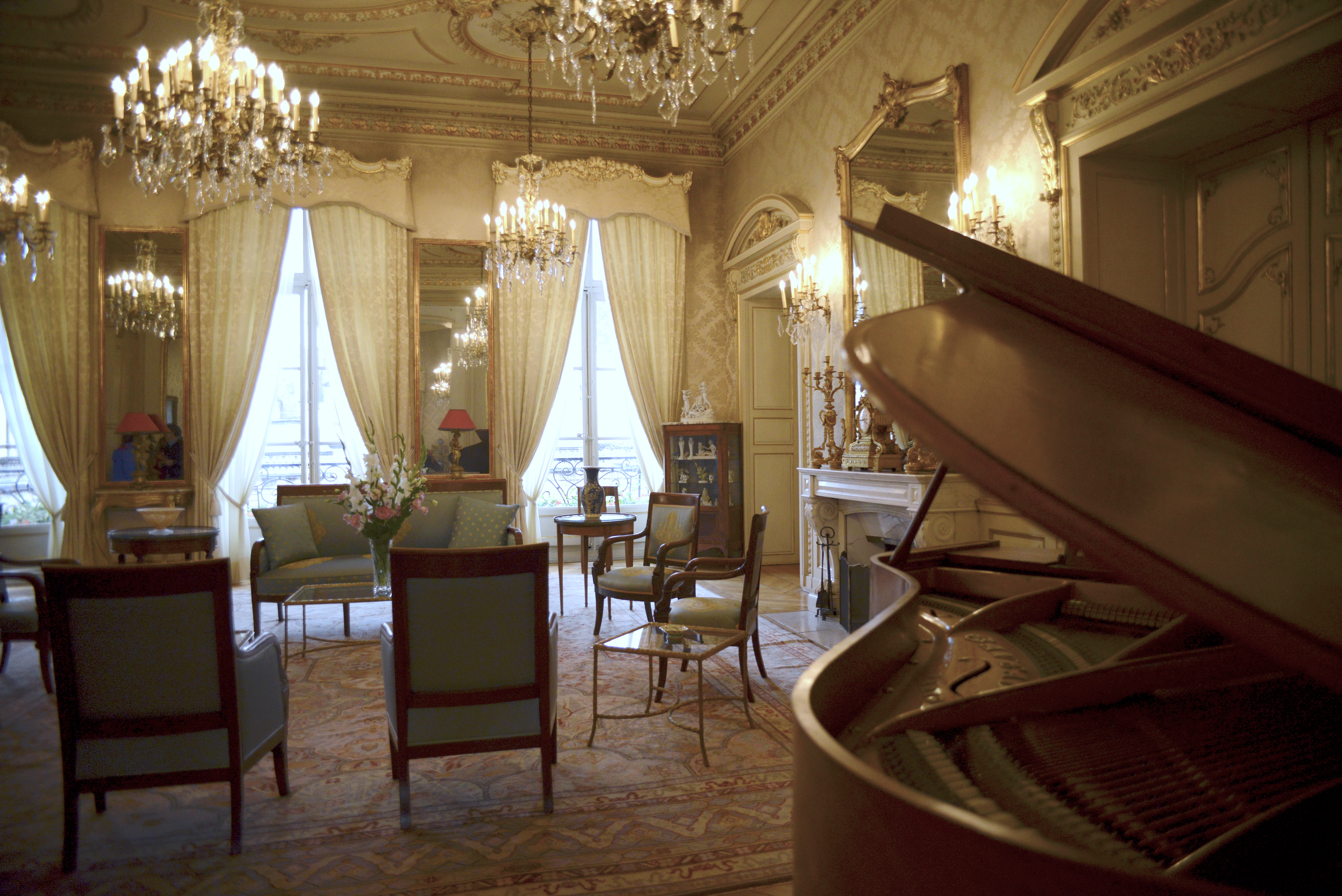
Un salon de l'Hôtel Bouhier de Lantenay, Préfecture de la Côte-d'Or à Dijon, le 18 septembre 2016.
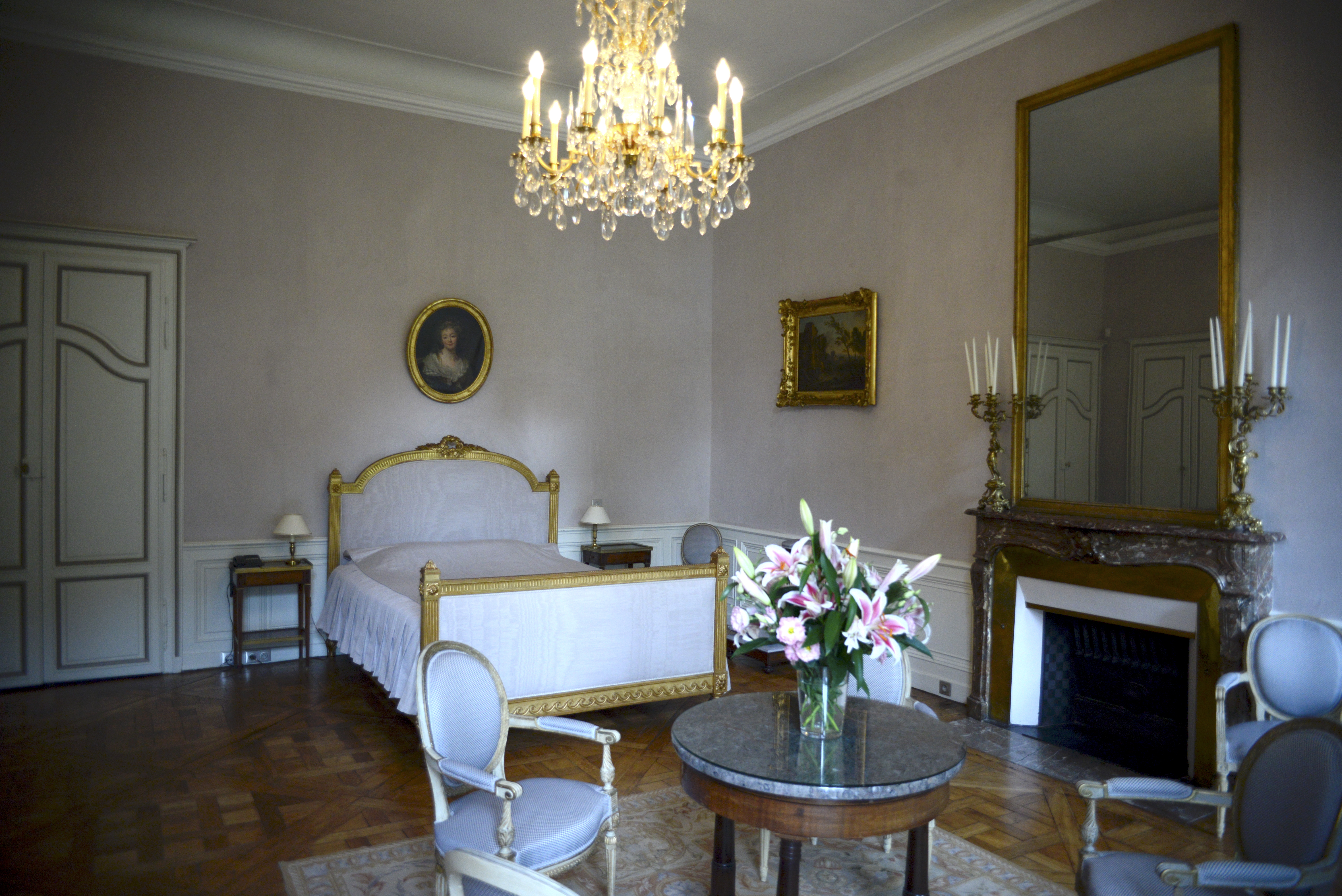
Une chambre de l'Hôtel Bouhier de Lantenay, Préfecture de la Côte-d'Or à Dijon, le 18 septembre 2016.
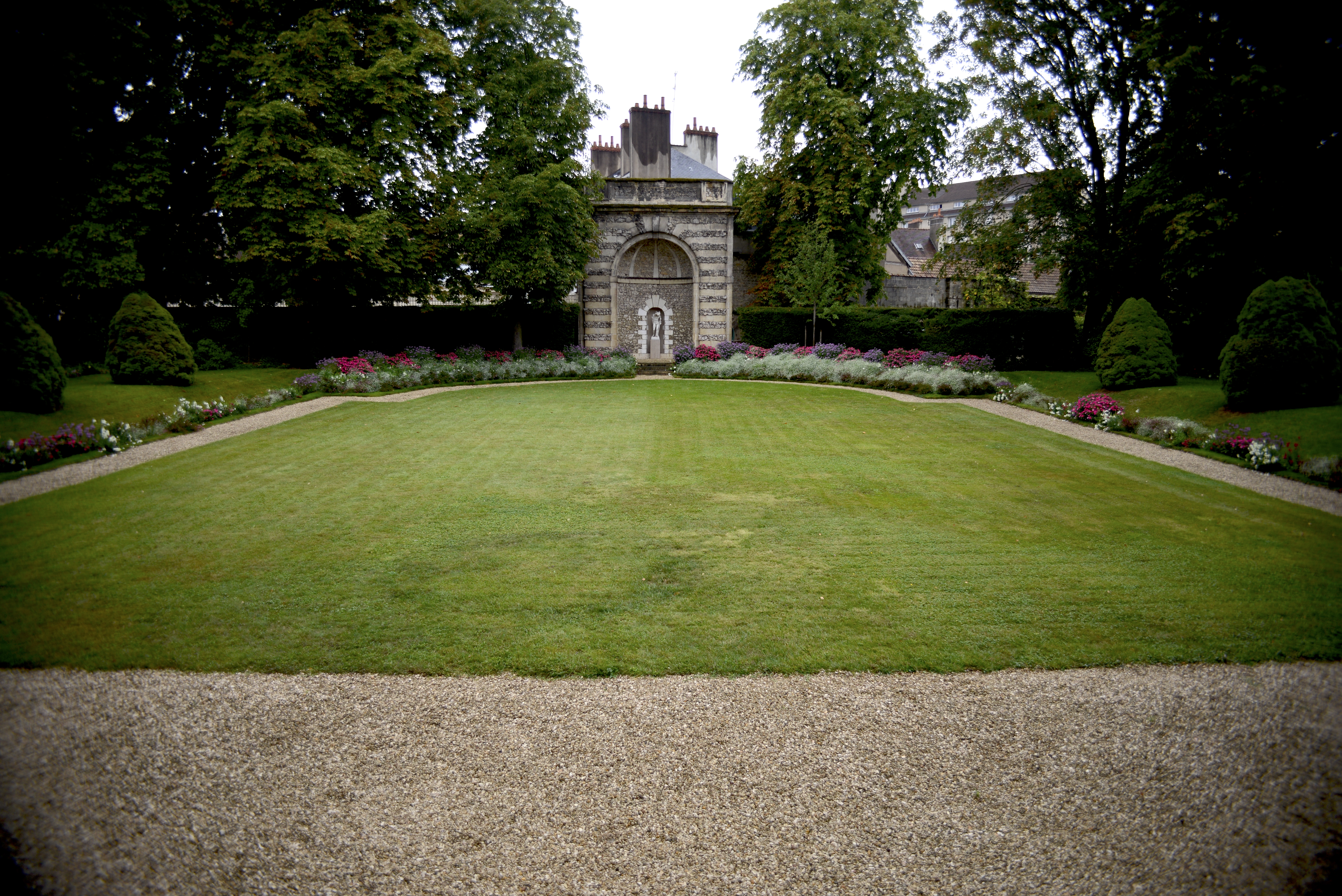
Le jardin de l'Hôtel Bouhier de Lantenay, Préfecture de la Côte-d'Or à Dijon, le 18 septembre 2016.